# Manicoré
Manicoré este un oraș în unitatea fedrativă Amazonas (AM) din Brazilia.